# 222. pr. Kr.
◄ | 4. stoljeće pr. Kr. | 3. stoljeće pr. Kr. | 2. stoljeće pr. Kr. | ►
◄ | 250-ih pr. Kr. | 240-ih pr. Kr. | 230-ih pr. Kr. | 220-ih pr. Kr. | 210-ih pr. Kr. | 200-ih pr. Kr. | 190-ih pr. Kr. | ►
◄◄ | ◄ | 225. pr. Kr. | 224. pr. Kr. | 223. pr. Kr. | 222 pr. Kr. | 221. pr. Kr. | 220. pr. Kr. | 219. pr. Kr. | ► | ►►
Astronomija

## Smrti
- Ptolemej III. Euerget, egipatski kralj

## Vanjske poveznice
|  | Zajednički poslužitelj ima još gradiva o temi 222. pr. Kr. |